# Phaea canescens
Phaea canescens är en skalbaggsart som först beskrevs av Leconte 1852.  Phaea canescens ingår i släktet Phaea och familjen långhorningar. Inga underarter finns listade i Catalogue of Life.